# Eredivisie 2019–20
Eredivisie 2019-20 là mùa giải thứ 64 của giải đấu bóng đá Hà Lan Eredivisie kể từ khi được thành lập vào năm 1955. Mùa giải bắt đầu vào ngày 2 tháng 8 năm 2019 và đã bị gián đoạn vào ngày 12 tháng 3 năm 2020 do đại dịch COVID-19 ở Hà Lan. Mùa giải bị huỷ bỏ vào ngày 24 tháng 4 năm 2020. và kết quả bị huỷ vào ngày hôm sau. Ajax là đương kim vô địch.

## Tác động của đại dịch COVID-19
Vào ngày 12 tháng 3 năm 2020, tất cả các giải đấu bóng đá đã bị hoãn cho đến ngày 31 tháng 3 vì chính phủ Hà Lan cấm các sự kiện do đại dịch COVID-19 ở Hà Lan. Vào ngày 15 tháng 3, thời gian được kéo dài cho đến ngày 6 tháng 4. Do quyết định của chính phủ Hà Lan là cấm tất cả các cuộc tụ họp và sự kiện cho đến ngày 1 tháng 6 năm 2020, thời gian còn được kéo dài hơn nữa.
Vào ngày 2 tháng 4, một vài câu lạc bộ bao gồm Ajax, AZ và PSV cho biết họ không sẵn sàng chơi phần còn lại của mùa giải.
Chính phủ Hà Lan thông báo vào ngày 21 tháng 4 rằng tất cả các sự kiện dự định được cho phép, sẽ vẫn bị cấm cho đến ít nhất là ngày 1 tháng 9 năm 2020. Do đó, KNVB thông báo vào cùng ngày ý định ngừng tất cả các giải đấu bị hoãn còn lại. Quyết định cuối cùng sẽ được đưa ra sau khi tham khảo ý kiến với UEFA và thảo luận về hậu quả với các câu lạc bộ liên quan.
Vào ngày 24 tháng 4 năm 2020, KNVB đưa ra quyết định cuối cùng:
- Bảng xếp hạng vào ngày 8 tháng 3 năm 2020 là bảng xếp hạng chung cuộc, nhưng Ajax sẽ không vô địch.
- Sẽ không có đội thăng hạng/xuống hạng giữa giải Eredivisie và Eerste Divisie.
- Các vị trí tham dự đấu trường châu Âu sẽ được chỉ định dựa trên bảng xếp hạng vào ngày 8 tháng 3: suất dự Champions League dành cho Ajax và AZ, còn suất dự Europa League dành cho Feyenoord, PSV và Willem II.

## Các đội bóng
Tổng cộng có 18 đội bóng tham dự giải đấu.

### Sân vận động và địa điểm
| Câu lạc bộ       | Địa điểm   | Sân vận động                  | Sức chứa |
| ---------------- | ---------- | ----------------------------- | -------- |
| ADO Den Haag     | The Hague  | Sân vận động Cars Jeans       | 15.000   |
| Ajax             | Amsterdam  | Sân vận động Johan Cruyff     | 54.990   |
| AZ               | Alkmaar    | Sân vận động AFAS             | 17.023   |
| Emmen            | Emmen      | Sân vận động De Oude Meerdijk | 08.600   |
| Feyenoord        | Rotterdam  | Sân vận động De Kuip          | 52.000   |
| Fortuna Sittard  | Sittard    | Sân vận động Fortuna Sittard  | 10.300   |
| Groningen        | Groningen  | Sân vận động Noordlease       | 22.550   |
| Heerenveen       | Heerenveen | Sân vận động Abe Lenstra      | 27.224   |
| Heracles Almelo  | Almelo     | Sân vận động Polman           | 12.080   |
| PEC Zwolle       | Zwolle     | Sân vận động MAC³PARK         | 14.000   |
| PSV Eindhoven    | Eindhoven  | Sân vận động Philips          | 36.500   |
| RKC Waalwijk     | Waalwijk   | Sân vận động Mandemakers      | 07.500   |
| Sparta Rotterdam | Rotterdam  | Sân vận động Het Kasteel      | 11.000   |
| Twente           | Enschede   | Sân vận động De Grolsch Veste | 30.205   |
| Utrecht          | Utrecht    | Sân vận động Galgenwaard      | 23.750   |
| Vitesse          | Arnhem     | Sân vận động GelreDome        | 21.248   |
| VVV-Venlo        | Venlo      | Sân vận động Seacon – De Koel | 08.000   |
| Willem II        | Tilburg    | Sân vận động Koning Willem II | 14.500   |

### Nhân sự và trang phục
Ghi chú: Quốc kỳ chỉ đội tuyển quốc gia được xác định rõ trong điều lệ tư cách FIFA. Các cầu thủ có thể giữ hơn một quốc tịch ngoài FIFA.
| Đội              | Huấn luyện viên          | Đội trưởng       | Nhà sản xuất trang phục | Nhà tài trợ áo đấu                               |
| ---------------- | ------------------------ | ---------------- | ----------------------- | ------------------------------------------------ |
| ADO Den Haag     | Alan Pardew              | Aaron Meijers    | Erreà                   | Cars Jeans                                       |
| Ajax             | Erik ten Hag             | Dušan Tadić      | Adidas                  | Ziggo                                            |
| AZ               | Arne Slot                | Teun Koopmeiners | Under Armour            | AFAS Software                                    |
| Emmen            | Dick Lukkien             | Anco Jansen      | Hummel                  | Hitachi Capital Mobility                         |
| Feyenoord        | Dick Advocaat            | Steven Berghuis  | Adidas                  | Droomparken                                      |
| Fortuna Sittard  | Sjors Ultee              | Wessel Dammers   | Masita                  | Sparr Finance                                    |
| Groningen        | Danny Buijs              | Mike te Wierik   | Puma                    | Payt                                             |
| Heerenveen       | Johnny Jansen            | Hicham Faik      | Jako                    | Ausnutria                                        |
| Heracles Almelo  | Frank Wormuth            | Robin Pröpper    | Acerbis                 | Asito                                            |
| PEC Zwolle       | John Stegeman            | Bram van Polen   | Craft                   | Molecaten                                        |
| PSV Eindhoven    | Ernest Faber (tạm quyền) | Ibrahim Afellay  | Umbro                   | Metropoolregio Brainport Eindhoven               |
| RKC Waalwijk     | Fred Grim                | Kevin Vermeulen  | Stanno                  | Mandemakers Keukens                              |
| Sparta Rotterdam | Henk Fraser              | Adil Auassar     | Robey                   | D&S Groep                                        |
| Twente           | Gonzalo García García    | Wout Brama       | Sondico                 | Pure Energie                                     |
| Utrecht          | John van den Brom        | Willem Janssen   | Nike                    | Zorg van de zaak                                 |
| Vitesse          | Edward Sturing           | Bryan Linssen    | Nike                    | Royal Burgers' Zoo & Netherlands Open Air Museum |
| VVV-Venlo        | Hans de Koning           | Danny Post       | Masita                  | Seacon Logistics                                 |
| Willem II        | Adrie Koster             | Jordens Peters   | Robey                   | Destil                                           |

### Sự thay đổi huấn luyện viên
| Đội             | Huấn luyện viên đi         | Lý do rời đi                 | Ngày rời đi          | Vị trí trên bảng xếp hạng | Thay thế bởi               | Ngày bổ nhiệm        |
| --------------- | -------------------------- | ---------------------------- | -------------------- | ------------------------- | -------------------------- | -------------------- |
| Feyenoord       | Giovanni van Bronckhorst   | Hết hạn hợp đồng             | 1 tháng 7 năm 2019   | Trước mùa giải            | Jaap Stam                  | 1 tháng 7 năm 2019   |
| AZ              | John van den Brom          | Hết hạn hợp đồng             | 1 tháng 7 năm 2019   | Trước mùa giải            | Arne Slot                  | 1 tháng 7 năm 2019   |
| Utrecht         | Dick Advocaat              | Hết hạn hợp đồng             | 1 tháng 7 năm 2019   | Trước mùa giải            | John van den Brom          | 1 tháng 7 năm 2019   |
| Twente          | Marino Pušić               | Bị sa thải                   | 1 tháng 7 năm 2019   | Trước mùa giải            | Gonzalo García García      | 1 tháng 7 năm 2019   |
| PEC Zwolle      | Jaap Stam                  | Ký hợp đồng với Feyenoord    | 1 tháng 7 năm 2019   | Trước mùa giải            | John Stegeman              | 1 tháng 7 năm 2019   |
| Fortuna Sittard | René Eijer                 | Hai bên đồng thuận           | 1 tháng 7 năm 2019   | Trước mùa giải            | Sjors Ultee                | 1 tháng 7 năm 2019   |
| VVV-Venlo       | Maurice Steijn             | Ký hợp đồng với Al Wahda     | 9 tháng 6 năm 2019   | Trước mùa giải            | Robert Maaskant            | 1 tháng 7 năm 2019   |
| Feyenoord       | Jaap Stam                  | Từ chức                      | 28 tháng 10 năm 2019 | Thứ 12                    | Dick Advocaat              | 30 tháng 10 năm 2019 |
| VVV-Venlo       | Robert Maaskant            | Bị sa thải                   | 11 tháng 11 năm 2019 | Thứ 17                    | Jay Driessen (tạm quyền)   | 15 tháng 11 năm 2019 |
| Vitesse         | Leonid Slutsky             | Từ chức                      | 29 tháng 11 năm 2019 | Thứ 6                     | Joseph Oosting (tạm quyền) | 3 tháng 12 năm 2019  |
| ADO Den Haag    | Alfons Groenendijk         | Từ chức                      | 2 tháng 12 năm 2019  | Thứ 17                    | Dirk Heesen (tạm quyền)    | 2 tháng 12 năm 2019  |
| PSV Eindhoven   | Mark van Bommel            | Bị sa thải                   | 16 tháng 12 năm 2019 | Thứ 4                     | Ernest Faber (tạm quyền)   | 16 tháng 12 năm 2019 |
| VVV-Venlo       | Jay Driessen (tạm quyền)   | Kết thúc thời gian tạm quyền | 19 tháng 12 năm 2019 | Thứ 16                    | Hans de Koning             | 19 tháng 12 năm 2019 |
| ADO Den Haag    | Dirk Heesen (tạm quyền)    | Kết thúc thời gian tạm quyền | 24 tháng 12 năm 2019 | Thứ 17                    | Alan Pardew                | 24 tháng 12 năm 2019 |
| Vitesse         | Joseph Oosting (tạm quyền) | Kết thúc thời gian tạm quyền | 30 tháng 12 năm 2019 | Thứ 6                     | Edward Sturing             | 30 tháng 12 năm 2019 |

## Bảng xếp hạng
| VT | Đội              | ST | T  | H | B  | BT | BB | HS  | Đ  | Giành quyền tham dự hoặc xuống hạng        |
| -- | ---------------- | -- | -- | - | -- | -- | -- | --- | -- | ------------------------------------------ |
| 1  | Ajax             | 25 | 18 | 2 | 5  | 68 | 23 | +45 | 56 | Lọt vào vòng bảng Champions League         |
| 2  | AZ               | 25 | 18 | 2 | 5  | 54 | 17 | +37 | 56 | Lọt vào vòng loại thứ hai Champions League |
| 3  | Feyenoord        | 25 | 14 | 8 | 3  | 50 | 35 | +15 | 50 | Lọt vào vòng bảng Europa League            |
| 4  | PSV Eindhoven    | 26 | 14 | 7 | 5  | 54 | 28 | +26 | 49 | Lọt vào vòng loại thứ ba Europa League     |
| 5  | Willem II        | 26 | 13 | 5 | 8  | 37 | 34 | +3  | 44 | Lọt vào vòng loại thứ hai Europa League    |
| 6  | Utrecht          | 25 | 12 | 5 | 8  | 50 | 34 | +16 | 41 |                                            |
| 7  | Vitesse          | 26 | 12 | 5 | 9  | 45 | 35 | +10 | 41 |                                            |
| 8  | Heracles Almelo  | 26 | 10 | 6 | 10 | 40 | 34 | +6  | 36 |                                            |
| 9  | Groningen        | 26 | 10 | 5 | 11 | 27 | 26 | +1  | 35 |                                            |
| 10 | Heerenveen       | 26 | 8  | 9 | 9  | 41 | 41 | 0   | 33 |                                            |
| 11 | Sparta Rotterdam | 26 | 9  | 6 | 11 | 41 | 45 | −4  | 33 |                                            |
| 12 | Emmen            | 26 | 9  | 5 | 12 | 32 | 45 | −13 | 32 |                                            |
| 13 | VVV-Venlo        | 26 | 8  | 4 | 14 | 24 | 51 | −27 | 28 |                                            |
| 14 | Twente           | 26 | 7  | 6 | 13 | 34 | 46 | −12 | 27 |                                            |
| 15 | PEC Zwolle       | 26 | 7  | 5 | 14 | 37 | 55 | −18 | 26 |                                            |
| 16 | Fortuna Sittard  | 26 | 6  | 8 | 12 | 29 | 52 | −23 | 26 |                                            |
| 17 | ADO Den Haag     | 26 | 4  | 7 | 15 | 25 | 54 | −29 | 19 |                                            |
| 18 | RKC Waalwijk     | 26 | 4  | 3 | 19 | 27 | 60 | −33 | 15 |                                            |

### Vị trí theo vòng đấu
Bảng liệt kê vị trí của các đội sau khi hoàn thành mỗi vòng đấu.
| Đội ╲ Vòng       | 1    | 2  | 3  | 4  | 5  | 6  | 7  | 8  | 9  | 10 | 11 | 12 | 13 | 14 | 15 | 16 | 17 | 18 | 19 | 20 | 21 | 22 | 23 | 24 | 25 | 26 |   |
| ---------------- | ---- | -- | -- | -- | -- | -- | -- | -- | -- | -- | -- | -- | -- | -- | -- | -- | -- | -- | -- | -- | -- | -- | -- | -- | -- | -- | - |
| Đội ╲ Vòng       | Ajax | 7  | 3  | 1  | 1  | 1  | 1  | 1  | 1  | 1  | 1  | 1  | 1  | 1  | 1  | 1  | 1  | 1  | 1  | 1  | 1  | 1  |    | 1  | 1  | 1  | 1 |
| AZ               | 1    | 1  | 2  | 2  | 4  | 3  | 3  | 3  | 3  | 4  | 2  | 2  | 2  | 2  | 2  | 2  | 2  | 2  | 2  | 2  | 2  |    | 2  | 2  | 2  | 2  |   |
| Feyenoord        | 8    | 12 | 11 | 13 | 11 | 7  | 10 | 6  | 9  | 10 | 12 | 10 | 10 | 10 | 7  | 8  | 6  | 5  | 5  | 3  | 3  |    | 3  | 3  | 3  | 3  |   |
| PSV Eindhoven    | 12   | 7  | 6  | 3  | 2  | 2  | 2  | 2  | 2  | 2  | 3  | 3  | 3  | 3  | 3  | 3  | 4  | 3  | 4  | 5  | 5  | 5  | 4  | 4  | 4  | 4  |   |
| Willem II        | 5    | 9  | 7  | 4  | 6  | 8  | 6  | 9  | 10 | 7  | 6  | 6  | 6  | 6  | 4  | 4  | 3  | 4  | 3  | 4  | 4  |    | 5  |    | 5  |    |   |
| Utrecht          | 3    | 2  | 4  | 7  | 8  | 6  | 7  | 5  | 6  | 5  | 5  | 4  | 4  | 4  | 8  | 6  | 5  | 7  | 7  | 7  | 7  |    |    |    |    |    |   |
| Vitesse          | 10   | 8  | 3  | 5  | 3  | 5  | 4  | 4  | 4  | 3  | 4  | 5  | 5  | 5  | 9  | 9  | 8  | 6  | 6  | 6  | 6  |    |    |    |    |    |   |
| Heracles Almelo  | 18   | 14 | 16 | 15 | 13 | 10 | 9  | 10 | 7  | 9  | 7  | 8  | 7  | 8  | 5  | 7  | 9  | 9  | 9  | 10 | 10 | 9  | 9  | 9  | 9  | 8  |   |
| Groningen        | 6    | 11 | 10 | 11 | 14 | 15 | 14 | 13 | 12 | 11 | 11 | 9  | 9  | 9  | 10 | 10 | 10 | 10 | 10 | 8  | 8  | 8  |    | 8  | 8  | 9  |   |
| Heerenveen       | 2    | 4  | 9  | 10 | 9  | 13 | 12 | 11 | 8  | 6  | 8  | 7  | 8  | 7  | 6  | 5  | 7  | 8  | 8  | 9  | 9  | 10 | 10 | 10 | 10 | 10 |   |
| Sparta Rotterdam | 9    | 5  | 5  | 6  | 7  | 11 | 8  | 7  | 5  | 8  | 10 | 11 | 12 | 11 | 11 | 11 | 11 | 11 | 11 | 11 | 11 | 11 | 11 | 11 | 11 | 11 |   |
| Emmen            | 13   | 18 | 13 | 14 | 16 | 16 | 16 | 14 | 15 | 14 | 14 | 13 | 13 | 13 | 13 | 13 | 13 | 14 | 12 | 12 | 14 | 12 | 13 | 12 | 12 | 12 |   |
| VVV-Venlo        | 4    | 10 | 12 | 9  | 12 | 9  | 11 | 12 | 13 | 15 | 17 | 17 | 17 | 16 | 16 | 15 | 16 | 16 | 17 | 15 | 16 | 16 | 15 | 14 | 13 | 13 |   |
| Twente           | 11   | 6  | 8  | 8  | 5  | 4  | 5  | 8  | 11 | 12 | 9  | 12 | 11 | 12 | 12 | 12 | 12 | 12 | 13 | 13 | 12 | 13 | 12 | 13 | 14 | 14 |   |
| PEC Zwolle       | 15   | 16 | 18 | 16 | 15 | 12 | 13 | 15 | 14 | 13 | 13 | 15 | 16 | 14 | 15 | 16 | 15 | 15 | 15 | 16 | 15 | 15 | 16 | 16 | 15 | 15 |   |
| Fortuna Sittard  | 17   | 13 | 15 | 18 | 17 | 17 | 17 | 17 | 17 | 17 | 16 | 16 | 14 | 15 | 14 | 14 | 14 | 13 | 14 | 14 | 13 | 14 | 14 | 15 | 16 | 16 |   |
| ADO Den Haag     | 14   | 15 | 17 | 12 | 10 | 14 | 15 | 16 | 16 | 16 | 15 | 14 | 15 | 17 | 17 | 17 | 17 | 17 | 16 | 17 | 17 | 17 | 17 | 17 | 17 | 17 |   |
| RKC Waalwijk     | 16   | 17 | 14 | 17 | 18 | 18 | 18 | 18 | 18 | 18 | 18 | 18 | 18 | 18 | 18 | 18 | 18 | 18 | 18 | 18 | 18 | 18 | 18 | 18 | 18 | 18 |   |

## Lịch thi đấu/kết quả
| Nhà \ Khách      | ADO    | AJA    | AZ     | EMM    | FEY    | FOR    | GRO    | HEE    | HER    | PEC    | PSV    | RKC    | SPA    | TWE    | UTR    | VIT    | VVV    | WIL    |
| ---------------- | ------ | ------ | ------ | ------ | ------ | ------ | ------ | ------ | ------ | ------ | ------ | ------ | ------ | ------ | ------ | ------ | ------ | ------ |
| ADO Den Haag     |        | 0–2    | 0–1    | 5 Apr  | 22 Apr | 13 Mar | 1–1    | 1–1    | 0–0    | 10 May | 0–3    | 2–0    | 1–2    | 0–0    | 2–4    | 0–0    | 1–0    | 3–3    |
| Ajax             | 6–1    |        | 0–2    | 5–0    | 4–0    | 5–0    | 2–0    | 4–1    | 4–1    | 5 Apr  | 1–0    | 3–0    | 2–1    | 15 Mar | 4–0    | 23 Apr | 3 May  | 0–2    |
| AZ               | 4–0    | 1–0    |        | 3–0    | 8 Apr  | 4–0    | 0–0    | 2–4    | 2–0    | 2–0    | 21 Apr | 4–0    | 5–1    | 3–0    | 3 May  | 4 Apr  | 1–0    | 1–3    |
| Emmen            | 3–0    | 12 Apr | 10 May |        | 3–3    | 2–1    | 0–1    | 2–0    | 1–0    | 1–3    | 1–1    | 25 Apr | 2–0    | 2–0    | 22 Mar | 2–1    | 3–0    | 4–2    |
| Feyenoord        | 3–2    | 22 Mar | 0–3    | 3–0    |        | 2–1    | 25 Apr | 3–1    | 1–1    | 1–0    | 3–1    | 3–2    | 2–2    | 5–1    | 1–1    | 10 May | 11 Apr | 2–0    |
| Fortuna Sittard  | 1–0    | 10 May | 25 Apr | 0–0    | 4–2    |        | 1–0    | 2–1    | 1–1    | 1–1    | 22 Mar | 3–2    | 0–0    | 2–3    | 12 Apr | 1–3    | 4–1    | 2–3    |
| Groningen        | 3 May  | 2–1    | 22 Mar | 2–0    | 1–1    | 22 Apr |        | 10 Apr | 1–2    | 2–0    | 0–1    | 3–0    | 2–0    | 1–3    | 0–1    | 1–0    | 0–1    | 2–0    |
| Heerenveen       | 2–2    | 1–3    | 1–2    | 22 Apr | 1–1    | 1–1    | 1–1    |        | 1–1    | 1–0    | 3 May  | 21 Mar | 2–1    | 0–0    | 1–1    | 3–2    | 1–1    | 1–2    |
| Heracles Almelo  | 4–0    | 1–0    | 11 Apr | 2–0    | 2–3    | 2–0    | 10 May | 0–4    |        | 4–0    | 0–2    | 4–2    | 20 Mar | 26 Apr | 1–3    | 1–1    | 6–1    | 4–1    |
| PEC Zwolle       | 3–1    | 2–4    | 0–3    | 3 May  | 3–4    | 3–1    | 1–0    | 25 Apr | 14 Mar |        | 0–4    | 6–2    | 2–2    | 12 Apr | 3–3    | 4–3    | 21 Mar | 1–3    |
| PSV Eindhoven    | 3–1    | 1–1    | 0–4    | 14 Mar | 1–1    | 5–0    | 3–1    | 2–1    | 4 Apr  | 4–1    |        | 10 May | 12 Apr | 1–1    | 25 Apr | 5–0    | 4–1    | 3–0    |
| RKC Waalwijk     | 0–3    | 1–2    | 0–2    | 1–1    | 5 Apr  | 3 May  | 15 Mar | 1–3    | 2–0    | 0–0    | 1–3    |        | 0–1    | 3–0    | 2–1    | 1–2    | 1–2    | 22 Apr |
| Sparta Rotterdam | 4–2    | 1–4    | 3–0    | 5–1    | 15 Mar | 1–1    | 1–2    | 4 Apr  | 0–0    | 21 Apr | 2–2    | 4–0    |        | 2–1    | 1–2    | 2–0    | 4–1    | 3 May  |
| Twente           | 21 Mar | 2–5    | 2–0    | 4–1    | 3 May  | 5 Apr  | 0–0    | 2–3    | 2–3    | 2–1    | 1–1    | 3–3    | 2–0    |        | 3–1    | 0–3    | 23 Apr | 0–1    |
| Utrecht          | 4–0    | 9 Apr  | 0–3    | 3–1    | 1–2    | 6–0    | 4 Apr  | 10 May | 22 Apr | 3–1    | 3–0    | 0–1    | 5–1    | 2–1    |        | 14 Mar | 1–2    | 2–0    |
| Vitesse          | 0–2    | 2–2    | 2–1    | 1–1    | 0–0    | 4–2    | 1–2    | 4–2    | 3 May  | 3–0    | 1–2    | 11 Apr | 26 Apr | 1–0    | 2–1    |        | 3–0    | 21 Mar |
| VVV-Venlo        | 26 Apr | 1–4    | 15 Mar | 2–0    | 0–3    | 0–0    | 2–1    | 0–3    | 1–0    | 1–2    | 1–1    | 3–1    | 10 May | 2–1    | 1–1    | 0–4    |        | 4 Apr  |
| Willem II        | 11 Apr | 26 Apr | 1–1    | 2–1    | 0–1    | 0–0    | 3–1    | 14 Mar | 1–0    | 0–0    | 2–1    | 2–1    | 4–0    | 10 May | 1–1    | 0–2    | 1–0    |        |

### Kết quả theo vòng đấu
| Đội ╲ Vòng       | 1            | 2 | 3 | 4 | 5 | 6 | 7 | 8 | 9 | 10 | 11 | 12 | 13 | 14 | 15 | 16 | 17 | 18 | 19 | 20 | 21 | 22 | 23 | 24 | 25 | 26 | 27 | 28 | 29 | 30 | 31 | 32 | 33 | 34 |   |
| ---------------- | ------------ | - | - | - | - | - | - | - | - | -- | -- | -- | -- | -- | -- | -- | -- | -- | -- | -- | -- | -- | -- | -- | -- | -- | -- | -- | -- | -- | -- | -- | -- | -- | - |
| Đội ╲ Vòng       | ADO Den Haag | L | L | L | W | W | L | L | L | L  | L  | W  | D  | L  | D  | L  | D  | D  | L  | W  | L  | D  | L  | L  | D  | D  | L  | –  | –  | –  | –  | –  | –  | –  | – |
| Ajax             | D            | W | W | W | W | W | D | W | W | W  | W  | W  | W  | W  | W  | L  | L  | W  | W  | L  | W  | –  | W  | L  | L  | W  | –  | –  | –  | –  | –  | –  | –  | –  |   |
| AZ               | W            | W | D | W | L | W | W | W | D | L  | W  | W  | W  | W  | W  | W  | W  | L  | L  | W  | W  | –  | L  | W  | W  | W  | –  | –  | –  | –  | –  | –  | –  | –  |   |
| Emmen            | L            | L | W | L | L | L | D | W | L | W  | L  | W  | L  | D  | D  | L  | W  | L  | W  | D  | L  | W  | D  | W  | L  | W  | –  | –  | –  | –  | –  | –  | –  | –  |   |
| Feyenoord        | D            | D | D | L | W | W | D | W | L | D  | L  | W  | W  | D  | W  | D  | W  | W  | W  | W  | W  | –  | W  | W  | D  | W  | –  | –  | –  | –  | –  | –  | –  | –  |   |
| Fortuna Sittard  | L            | D | L | L | D | L | L | D | W | L  | W  | L  | W  | L  | W  | L  | W  | D  | L  | D  | W  | L  | D  | L  | D  | D  | –  | –  | –  | –  | –  | –  | –  | –  |   |
| Groningen        | W            | L | D | L | L | L | W | L | W | W  | D  | W  | W  | D  | L  | L  | D  | W  | D  | W  | L  | W  | W  | L  | L  | L  | –  | –  | –  | –  | –  | –  | –  | –  |   |
| Heerenveen       | W            | D | L | D | D | L | D | W | W | W  | D  | D  | W  | L  | W  | W  | L  | D  | L  | L  | L  | D  | L  | D  | W  | L  | –  | –  | –  | –  | –  | –  | –  | –  |   |
| Heracles Almelo  | L            | D | L | D | W | W | W | L | W | D  | W  | L  | W  | L  | W  | D  | L  | D  | L  | L  | L  | W  | L  | W  | D  | W  | –  | –  | –  | –  | –  | –  | –  | –  |   |
| PEC Zwolle       | L            | L | L | D | W | W | L | L | L | W  | L  | L  | L  | W  | L  | L  | W  | L  | D  | D  | W  | D  | L  | L  | W  | D  | –  | –  | –  | –  | –  | –  | –  | –  |   |
| PSV Eindhoven    | D            | W | W | W | W | W | D | W | W | L  | L  | D  | L  | W  | D  | W  | L  | W  | D  | D  | L  | W  | W  | W  | D  | W  | –  | –  | –  | –  | –  | –  | –  | –  |   |
| RKC Waalwijk     | L            | L | D | L | L | L | L | L | L | L  | L  | W  | L  | D  | W  | L  | L  | W  | L  | L  | L  | D  | L  | L  | W  | L  | –  | –  | –  | –  | –  | –  | –  | –  |   |
| Sparta Rotterdam | D            | W | W | D | L | L | W | D | W | L  | L  | D  | L  | W  | L  | D  | L  | W  | L  | D  | L  | W  | L  | W  | W  | L  | –  | –  | –  | –  | –  | –  | –  | –  |   |
| Twente           | D            | W | D | D | W | W | L | L | L | L  | W  | L  | W  | L  | L  | D  | L  | L  | D  | D  | W  | L  | W  | L  | L  | L  | –  | –  | –  | –  | –  | –  | –  | –  |   |
| Utrecht          | W            | W | D | L | L | W | D | W | L | W  | W  | W  | L  | L  | L  | W  | W  | L  | D  | W  | D  | –  | D  | W  | L  | W  | –  | –  | –  | –  | –  | –  | –  | –  |   |
| Vitesse          | D            | W | W | D | W | L | W | W | W | W  | L  | L  | L  | L  | L  | D  | W  | W  | W  | D  | D  | L  | W  | L  | L  | W  | –  | –  | –  | –  | –  | –  | –  | –  |   |
| VVV-Venlo        | W            | L | L | W | L | W | L | L | L | L  | L  | L  | L  | W  | L  | W  | L  | L  | D  | W  | D  | D  | W  | W  | D  | L  | –  | –  | –  | –  | –  | –  | –  | –  |   |
| Willem II        | W            | L | W | W | L | L | W | L | D | W  | W  | L  | W  | D  | W  | W  | W  | D  | W  | D  | W  | L  | D  | L  | W  | L  | –  | –  | –  | –  | –  | –  | –  | –  |   |

## Thống kê mùa giải

### Các cầu thủ ghi bàn hàng đầu
| XH | Cầu thủ           | Câu lạc bộ      | Số trận | Tổng số bàn thắng | Số bàn thắng phạt đền | Trung bình |
| -- | ----------------- | --------------- | ------- | ----------------- | --------------------- | ---------- |
| 1  | Steven Berghuis   | Feyenoord       | 24      | 15                | 7                     | 0.63       |
| 1  | Cyriel Dessers    | Heracles Almelo | 26      | 15                | 1                     | 0.58       |
| 3  | Myron Boadu       | AZ              | 24      | 14                | 0                     | 0.58       |
| 3  | Bryan Linssen     | Vitesse         | 25      | 14                | 0                     | 0.56       |
| 5  | Oussama Idrissi   | AZ              | 25      | 13                | 0                     | 0.52       |
| 6  | Quincy Promes     | Ajax            | 20      | 12                | 0                     | 0.6        |
| 6  | Tim Matavž        | Vitesse         | 25      | 12                | 1                     | 0.48       |
| 8  | Donyell Malen     | PSV Eindhoven   | 14      | 11                | 2                     | 0.79       |
| 8  | Vangelis Pavlidis | Willem II       | 25      | 11                | 1                     | 0.44       |
| 8  | Haris Vučkić      | Twente          | 25      | 11                | 1                     | 0.44       |
| 8  | Dušan Tadić       | Ajax            | 25      | 11                | 3                     | 0.44       |
| 8  | Teun Koopmeiners  | AZ              | 25      | 11                | 9                     | 0.44       |

Nguồn: nos.nl

### Các cầu thủ ghi hat-trick(+)
| Vòng | Cầu thủ             | Câu lạc bộ      | Bàn thắng                   | Ngày                 | Đội nhà         | Tỷ số | Đội khách       |
| ---- | ------------------- | --------------- | --------------------------- | -------------------- | --------------- | ----- | --------------- |
| 4    | Quincy Promes       | Ajax            | 50' 68' 83'                 | 25 tháng 9 năm 2019  | Ajax            | 5–0   | Fortuna Sittard |
| 6    | Donyell Malen       | PSV Eindhoven   | 18' 36' 46' 83' (p) 89' (p) | 14 tháng 9 năm 2019  | PSV Eindhoven   | 5–0   | Vitesse         |
| 6    | Reza Ghoochannejhad | PEC Zwolle      | 60' 81' 83' 88'             | 15 tháng 9 năm 2019  | PEC Zwolle      | 6–2   | RKC Waalwijk    |
| 11   | Mark Diemers        | Fortuna Sittard | 9' 26' 87' (p)              | 26 tháng 10 năm 2019 | Fortuna Sittard | 4–1   | VVV-Venlo       |
| 13   | Cyriel Dessers      | Heracles Almelo | 56' 64' 82'                 | 9 tháng 11 năm 2019  | Heracles Almelo | 6–1   | VVV-Venlo       |
| 15   | Noa Lang            | Ajax            | 32' 51' 70'                 | 1 tháng 12 năm 2019  | Twente          | 2–5   | Ajax            |
| 17   | Steven Berghuis     | Feyenoord       | 19' 34' (p) 64' (p)         | 15 tháng 12 năm 2019 | Feyenoord       | 3–1   | PSV Eindhoven   |

### Các cầu thủ kiến tạo hàng đầu
| XH | Cầu thủ         | Câu lạc bộ       | Số trận | Số pha kiến tạo | Trung bình |
| -- | --------------- | ---------------- | ------- | --------------- | ---------- |
| 1  | Dušan Tadić     | Ajax             | 25      | 14              | 0.56       |
| 2  | Hakim Ziyech    | Ajax             | 21      | 12              | 0.57       |
| 3  | Steven Bergwijn | PSV Eindhoven    | 16      | 10              | 0.63       |
| 4  | Abdou Harroui   | Sparta Rotterdam | 26      | 08              | 0.31       |
| 5  | Steven Berghuis | Feyenoord        | 24      | 07              | 0.29       |
| 5  | Gyrano Kerk     | Utrecht          | 24      | 07              | 0.29       |
| 5  | Calvin Stengs   | AZ               | 25      | 07              | 0.28       |
| 5  | Mauro Júnior    | Heracles Almelo  | 26      | 07              | 0.27       |
| 9  | Bryan Smeets    | Sparta Rotterdam | 22      | 06              | 0.27       |
| 9  | Myron Boadu     | AZ               | 24      | 06              | 0.25       |
| 9  | Owen Wijndal    | AZ               | 24      | 06              | 0.25       |
| 9  | Cody Gakpo      | PSV Eindhoven    | 25      | 06              | 0.24       |
| 9  | Gustavo Hamer   | PEC Zwolle       | 25      | 06              | 0.24       |
| 9  | Cyriel Dessers  | Heracles Almelo  | 26      | 06              | 0.23       |

Nguồn: nos.nl

## Giải thưởng

### Giải thưởng hàng tháng
| Tháng    | Cầu thủ xuất sắc nhất tháng | Cầu thủ xuất sắc nhất tháng | Tài năng xuất sắc nhất tháng | Tài năng xuất sắc nhất tháng | Tham khảo     |
| Tháng    | Cầu thủ                     | Câu lạc bộ                  | Cầu thủ                      | Câu lạc bộ                   | Tham khảo     |
| -------- | --------------------------- | --------------------------- | ---------------------------- | ---------------------------- | ------------- |
| Tháng 8  | Hakim Ziyech                | Ajax                        | Owen Wijndal                 | AZ                           | [ 36 ] [ 37 ] |
| Tháng 9  | Donyell Malen               | PSV                         | Chidera Ejuke                | Heerenveen                   | [ 38 ]        |
| Tháng 10 | Adam Maher                  | Utrecht                     | Lennart Czyborra             | Heracles                     | [ 39 ]        |
| Tháng 11 | Cyriel Dessers              | Heracles Almelo             | Owen Wijndal                 | AZ                           | [ 40 ]        |
| Tháng 12 | Oussama Idrissi             | AZ                          | Orkun Kökçü                  | Feyenoord                    | [ 41 ]        |
| Tháng 1  | Oussama Idrissi             | AZ                          | Luis Sinisterra              | Feyenoord                    | [ 42 ]        |
| Tháng 2  | Thorsten Kirschbaum         | VVV-Venlo                   | Joey Veerman                 | Heerenveen                   | [ 43 ]        |